# Liam Delap
Pour les articles homonymes, voir Delap.
Liam Delap, né le 8 février 2003 à Winchester en Angleterre, est un footballeur anglais qui évolue au poste d'attaquant au Chelsea FC.

## Biographie

### Manchester City
Né à Winchester en Angleterre, Liam Delap est formé par Derby County avant de rejoindre Manchester City lors de l'été 2019,. C'est avec ce club qu'il commence sa carrière professionnelle, jouant son premier match le 24 septembre 2020, lors d'une rencontre de coupe de la Ligue anglaise face à l'AFC Bournemouth. Il est titularisé ce jour-là et se fait remarquer en inscrivant également son premier but en ouvrant le score. Son équipe s'impose par deux buts à un ce jour-là. Il fait sa première apparition en Premier League trois jours plus tard contre Leicester City. Il entre en jeu à la place de Fernandinho lors de ce match perdu par son équipe (2-5 score final),. 
En avril 2021, Pep Guardiola confirme que Delap sera intégré définitivement à l'équipe première avant la saison suivante. Delap remporte son premier trophée le 25 avril, alors que City bat Tottenham 1-0 en finale de la Coupe de la Ligue au stade de Wembley. Cependant, Delap n'est pas sélectionné dans l'équipe et doit suivre le match depuis les tribunes.
Au cours de la pré-saison 2021, Delap se blesse au pied, ce qui lui vaut de rater le Community Shield contre Leicester City, que Manchester City perd 1-0, et le match d'ouverture de la Premier League contre Tottenham, qu'ils perdent également 1-0. Le 20 août, alors que plusieurs cherchent à le prendre en prêt, Delap signe une prolongation de contrat de trois ans, le gardant au club jusqu'en 2026,,.

### Prêts
Le 18 août 2022, Liam Delap est prêté pour une saison à Stoke City FC.
Le 12 janvier 2023, Liam Delap est prêté à Preston North End jusqu'à la fin de la saison.
Liam Delap est de nouveau prêté par Manchester City le 2 juillet 2023. Il est cette fois cédé à Hull City pour la durée d'une saison.

### Ipswich Town
Lors de l'été 2024, Liam Delap quitte cette fois définitivement Manchester City et signe le 13 juillet 2024 un contrat de cinq ans, soit jusqu'en juin 2029, avec Ipswich Town,.

### En sélection
Sélectionné avec l'équipe d'Angleterre des moins de 16 ans de 2018 à 2019, Liam Delap inscrit six buts en neuf matchs.
Pour son premier match avec les moins de 17 ans, le 8 septembre 2019 contre l'Autriche, Liam Delap inscrit deux buts, contribuant à la victoire de son équipe par quatre buts à deux.

## Statistiques
| Saison                | Club                     | Championnat           | Championnat | Championnat | Championnat | Coupe nationale | Coupe nationale | Coupe nationale | Coupe de la Ligue | Coupe de la Ligue | Coupe de la Ligue | Compétition(s) continentale(s) | Compétition(s) continentale(s) | Compétition(s) continentale(s) | Compétition(s) continentale(s) | Coupe du monde des clubs | Coupe du monde des clubs | Coupe du monde des clubs | Total | Total | Total |
| Saison                | Club                     | Division              | M.          | B.          | P.d.        | M.              | B.              | P.d.            | M.                | B.                | P.d.              | Comp.                          | M.                             | B.                             | P.d.                           | M.                       | B.                       | P.d.                     | M.    | B.    | P.d.  |
| 2020-2021             | Manchester City          | Premier League        | 1           | 0           | 0           | 1               | 0               | 0               | 1                 | 1                 | 0                 | -                              | -                              | -                              | -                              | -                        | -                        | -                        | 3     | 1     | 0     |
| 2021-2022             | Manchester City          | Premier League        | 1           | 0           | 0           | 1               | 0               | 0               | -                 | -                 | -                 | C1                             | 1                              | 0                              | 0                              | -                        | -                        | -                        | 3     | 0     | 0     |
| Sous-total            | Sous-total               | Sous-total            | 2           | 0           | 0           | 2               | 0               | 0               | 1                 | 1                 | 0                 | -                              | 1                              | 0                              | 0                              | -                        | -                        | -                        | 6     | 1     | 0     |
| 2022-2023             | Stoke City (prêt)        | Championship          | 22          | 3           | 0           | 1               | 0               | 0               | -                 | -                 | -                 | -                              | -                              | -                              | -                              | -                        | -                        | -                        | 23    | 3     | 0     |
| 2022-2023             | Preston North End (prêt) | Championship          | 15          | 1           | 0           | -               | -               | -               | -                 | -                 | -                 | -                              | -                              | -                              | -                              | -                        | -                        | -                        | 15    | 1     | 0     |
| 2023-2024             | Hull City (prêt)         | Championship          | 31          | 8           | 2           | -               | -               | -               | 1                 | 0                 | 0                 | -                              | -                              | -                              | -                              | -                        | -                        | -                        | 32    | 8     | 2     |
| Sous-total            | Sous-total               | Sous-total            | 68          | 12          | 2           | 1               | 0               | 0               | 1                 | 0                 | 0                 | -                              | -                              | -                              | -                              | -                        | -                        | -                        | 70    | 12    | 2     |
| 2024-2025             | Ipswich Town             | Premier League        | 37          | 12          | 2           | 2               | 0               | 0               | 1                 | 0                 | 0                 | -                              | -                              | -                              | -                              | -                        | -                        | -                        | 40    | 12    | 2     |
| Sous-total            | Sous-total               | Sous-total            | 37          | 12          | 2           | 2               | 0               | 0               | 1                 | 0                 | 0                 | -                              | -                              | -                              | -                              | -                        | -                        | -                        | 40    | 12    | 2     |
| 2024-2025             | Chelsea FC               | Premier League        | -           | -           | -           | -               | -               | -               | -                 | -                 | -                 | -                              | -                              | -                              | -                              | 6                        | 1                        | 1                        | 6     | 1     | 1     |
| 2025-2026             | Chelsea FC               | Premier League        | 1           | 0           | 0           | -               | -               | -               | -                 | -                 | -                 | C1                             | -                              | -                              | -                              | -                        | -                        | -                        | 1     | 0     | 0     |
| Sous-total            | Sous-total               | Sous-total            | 1           | 0           | 0           | 0               | 0               | 0               | 0                 | 0                 | 0                 | -                              | -                              | -                              | -                              | 6                        | 1                        | 1                        | 7     | 1     | 1     |
| Total sur la carrière | Total sur la carrière    | Total sur la carrière | 108         | 24          | 4           | 5               | 0               | 0               | 3                 | 1                 | 0                 | -                              | 1                              | 0                              | 0                              | 6                        | 1                        | 1                        | 123   | 26    | 5     |

## Palmarès

### En club
- Chelsea FC
  - Vainqueur de la Coupe du monde des clubs en 2025.

### En sélection nationale
- Angleterre -19 ans
  - Vainqueur du championnat d'Europe des -19 ans en 2022.

## Vie privée
Liam Delap est le fils de Rory Delap, ancien footballeur professionnel.